# Chodlik
Chodlik – wieś w Polsce, położona w województwie lubelskim, w powiecie opolskim, w gminie Karczmiska, nad rzeką Chodelką. 
W latach 1975–1998 miejscowość należała administracyjnie do ówczesnego województwa lubelskiego.
Wieś stanowi sołectwo w gminie Karczmiska. Według Narodowego Spisu Powszechnego z roku 2011 wieś liczyła 205 mieszkańców.
Wieś królewska w starostwie kazimierskim województwa lubelskiego w 1786 roku. W roku 1827 było 29 domów, 183 mieszkańców.
22 listopada 1943 roku oddział Wehrmachtu rozstrzelał we wsi 12 mężczyzn. Ustalono nazwiska wszystkich ofiar.
Wierni Kościoła rzymskokatolickiego należą do parafii św. Wawrzyńca w Karczmiskach.

## Integralne części wsi
| SIMC    | Nazwa    | Rodzaj    |
| ------- | -------- | --------- |
| 1022446 | Kąty     | część wsi |
| 1022475 | Młyny    | część wsi |
| 1022558 | Podlesie | część wsi |

## Grodzisko w Chodliku
W pobliżu wsi znajduje się wczesnośredniowieczne grodzisko o powierzchni około 7 ha. Podczas badań archeologicznych przeprowadzonych w 1952 roku odkryto resztki wału obronnego, otaczającego pierścieniem obszar przeszło sześciu hektarów. Wał miał u podstaw grubość od 10 do 30 metrów. Podczas badań prowadzonych w 2011 i 2012 roku odkryto rzadko występujący rodzaj cmentarzyska kurhanowego, gdzie zmarły został pochowany razem ze spopielonymi szczątkami zwierzęcia. Gród otaczała grupa osad otwartych (obok samego Chodlika podobne zlokalizowano w pobliskich Batorzu, Guciowie i Bochotnicy). W okolicy znajdują się również cmentarzyska kurhanowe. 
Grodzisko w Chodliku ma analogie do wielkich grodów typu krakowsko-wiślańskiego budowanych przez plemię Wiślan, a wyróżniają je stylistyka i wysoka jakość technologiczna tzw. ceramiki typu chodlikowskiego, którą znaleziono w grodzisku. Jest to wyróżniający element kultury materialnej tej części regionu w okresie przedpaństwowym. Wyroby typu chodlikowskiego wyróżnia na tle innych produkcji program dekoracyjny obejmujący większość, a niekiedy całe naczynia. Trafna i aktualna wydaje się obserwacja, że naczynia te wyznaczają zasięg występowania "ceramiki południowej, tak charakterystyczny dla terytorium południowych Moraw, Czech Wschodnich i dużej części Słowacji, a na północy zachodniej Małopolski i Lubelszczyzny”. W pobliżu Chodlika, w dolinie rzeki Chodelki znajdują się także grodziska Żmijowiska, Kłodnica i Podgórz, funkcjonujące do lat 30. XI wieku.
Co roku na grodzisku odbywa się festyn pod nazwą Majówka Archeologiczna.

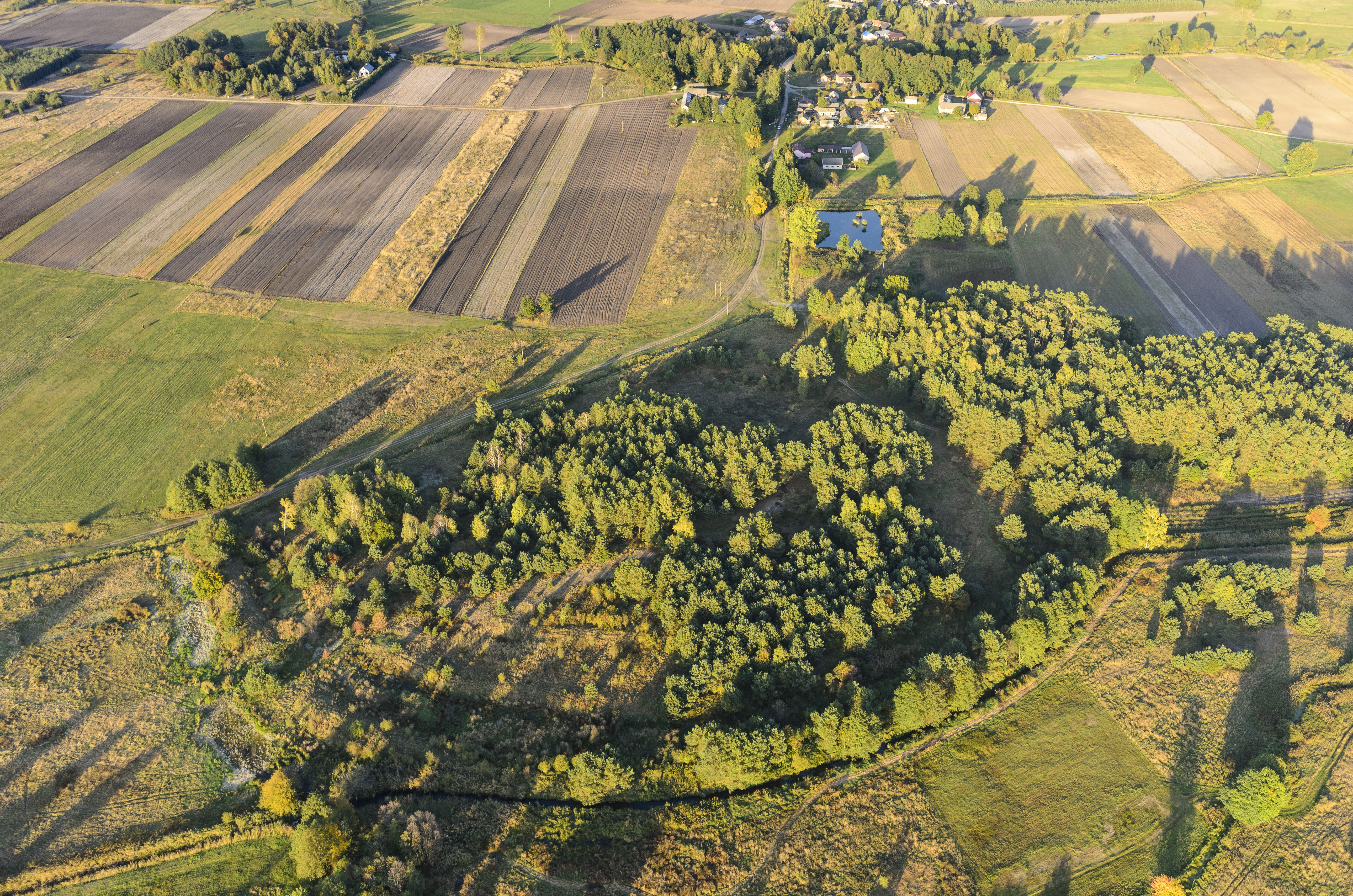
Pozostałości grodziska z lotu ptaka

Stanowiska archeologiczne
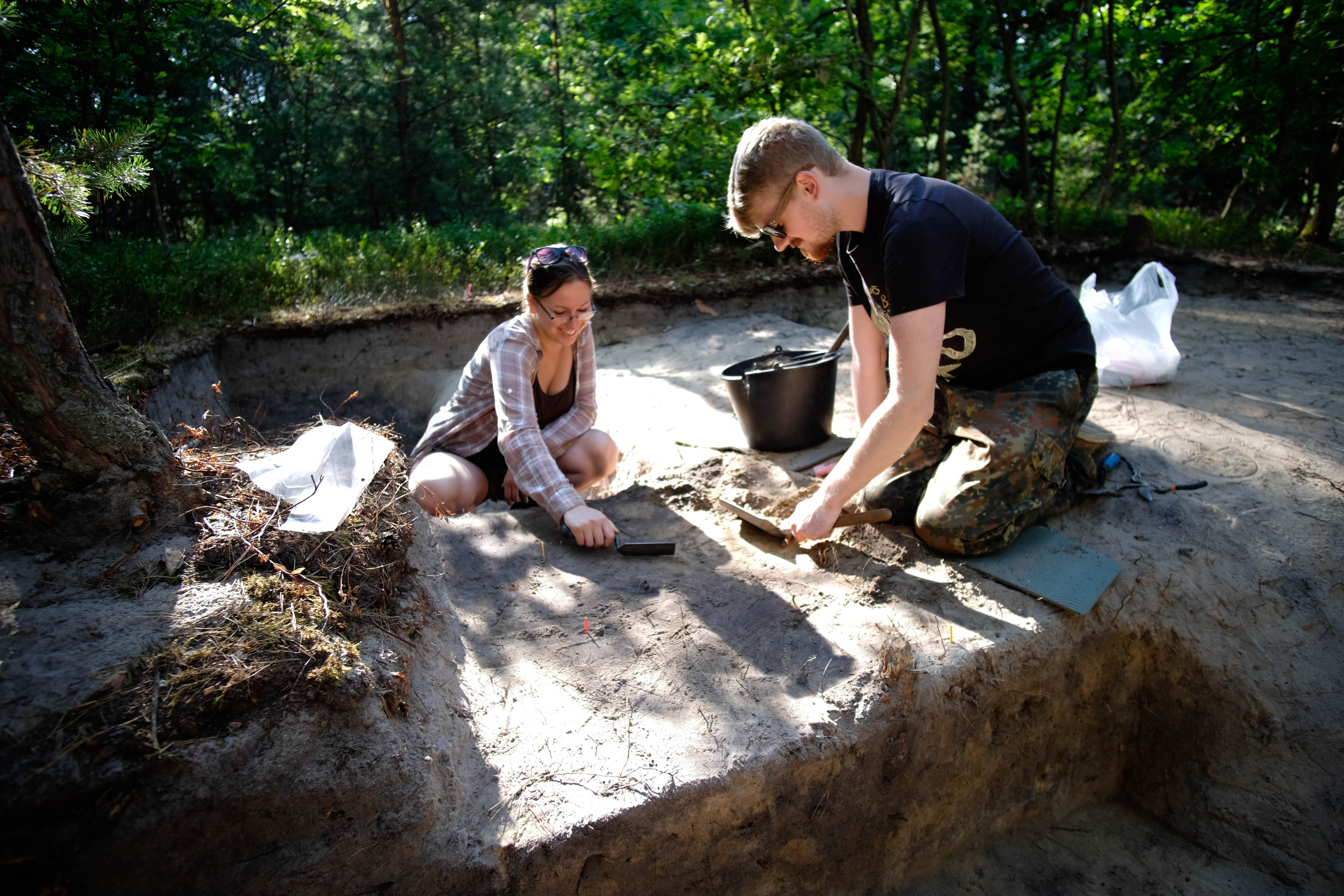
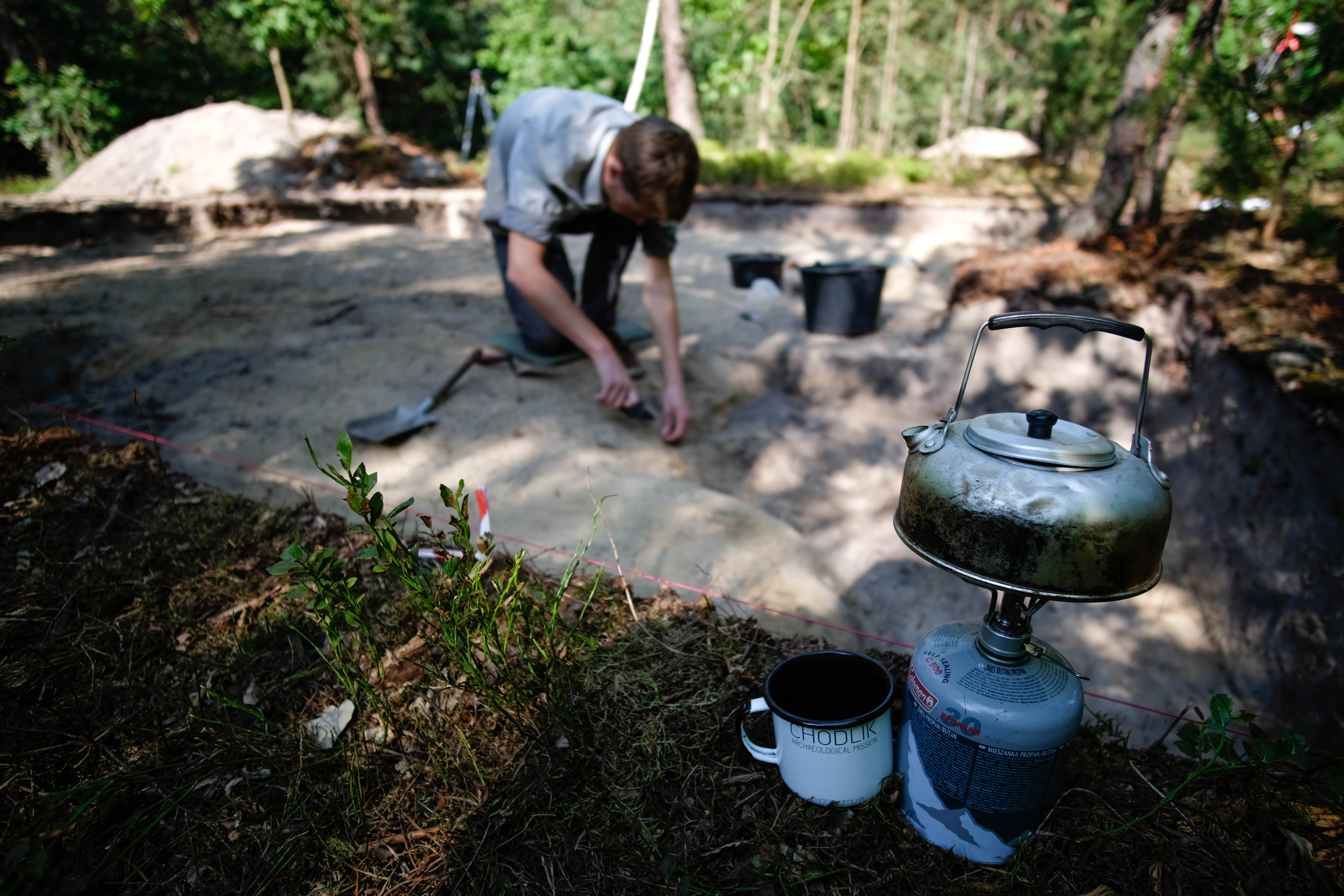
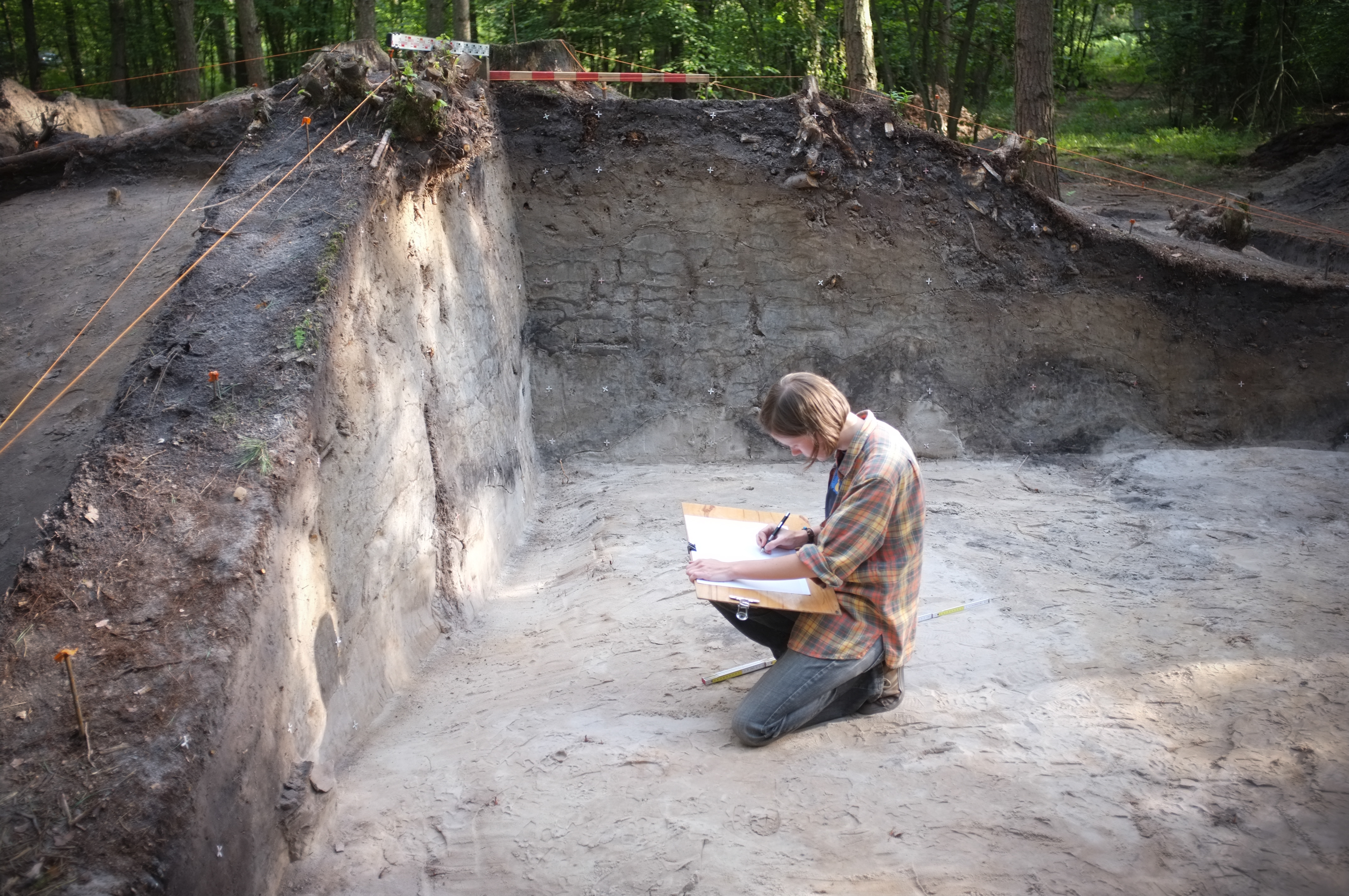